# Proteuxoa
Proteuxoa är ett släkte av fjärilar. Proteuxoa ingår i familjen nattflyn.

## Bildgalleri

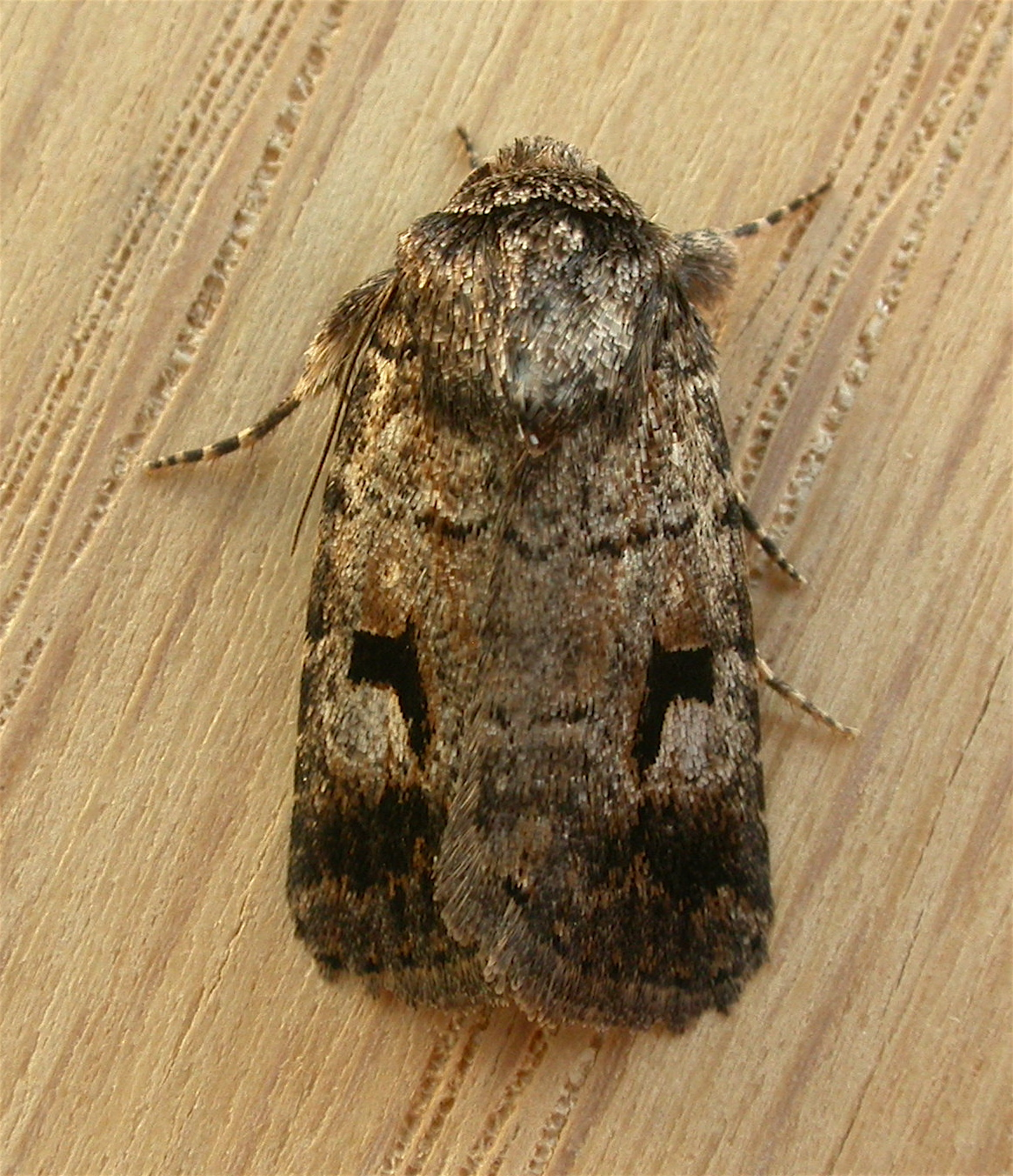

## Dottertaxa tillProteuxoa, i alfabetisk ordning[1]
- Proteuxoa acallis
- Proteuxoa adelopa
- Proteuxoa adelphodes
- Proteuxoa albipuncta
- Proteuxoa albipunctata
- Proteuxoa albirena
- Proteuxoa albistigma
- Proteuxoa alterata
- Proteuxoa amathodes
- Proteuxoa amaurodes
- Proteuxoa angasi
- Proteuxoa antipoda
- Proteuxoa argonephra
- Proteuxoa asbolaea
- Proteuxoa atmoscopia
- Proteuxoa atra
- Proteuxoa atrisquamata
- Proteuxoa atrisuffusa
- Proteuxoa austera
- Proteuxoa basisticha
- Proteuxoa bicomma
- Proteuxoa bistrigula
- Proteuxoa callimera
- Proteuxoa capularis
- Proteuxoa celaenica
- Proteuxoa chionopasta
- Proteuxoa chrysospila
- Proteuxoa cinctipes
- Proteuxoa cinereicollis
- Proteuxoa collaris
- Proteuxoa comma
- Proteuxoa concolor
- Proteuxoa confinis
- Proteuxoa congregata
- Proteuxoa cornuta
- Proteuxoa costalis
- Proteuxoa cryphaea
- Proteuxoa crypsicharis
- Proteuxoa cyanoloma
- Proteuxoa derosa
- Proteuxoa epiplecta
- Proteuxoa erasa
- Proteuxoa etoniana
- Proteuxoa euchroa
- Proteuxoa eupolia
- Proteuxoa exundans
- Proteuxoa flexirena
- Proteuxoa gypsina
- Proteuxoa heterogamma
- Proteuxoa hydraecioides
- Proteuxoa hypochalcis
- Proteuxoa ignobilis
- Proteuxoa imparata
- Proteuxoa implexa
- Proteuxoa instipata
- Proteuxoa interferens
- Proteuxoa leptochora
- Proteuxoa leucosticta
- Proteuxoa limbosa
- Proteuxoa loxosema
- Proteuxoa lucifera
- Proteuxoa lunifera
- Proteuxoa marginalis
- Proteuxoa melanographa
- Proteuxoa memestroides
- Proteuxoa mesombra
- Proteuxoa metableta
- Proteuxoa microdes
- Proteuxoa microspila
- Proteuxoa monochroa
- Proteuxoa niphosticta
- Proteuxoa nuna
- Proteuxoa nycteris
- Proteuxoa obscura
- Proteuxoa obsolescens
- Proteuxoa occidentalis
- Proteuxoa ophiosema
- Proteuxoa oxygona
- Proteuxoa pallescens
- Proteuxoa paragypsa
- Proteuxoa paratorna
- Proteuxoa plusiata
- Proteuxoa poliocrossa
- Proteuxoa poliophracta
- Proteuxoa porphyrescens
- Proteuxoa restituta
- Proteuxoa scotti
- Proteuxoa serina
- Proteuxoa spodias
- Proteuxoa stigmatucha
- Proteuxoa subnigra
- Proteuxoa tasmaniae
- Proteuxoa testaceicollis
- Proteuxoa tibiata
- Proteuxoa tortisigna
- Proteuxoa verecunda
- Proteuxoa victoriensis
- Proteuxoa virilis